# Dalby Sogn (Kerteminde Kommune)
 For alternative betydninger, se Dalby Sogn. (Se også artikler, som begynder med Dalby Sogn)
Dalby Sogn er et sogn i Kerteminde-Nyborg Provsti (Fyens Stift).
I 1800-tallet var Stubberup Sogn anneks til Dalby Sogn. Begge sogne hørte til Bjerge Herred i Odense Amt. Dalby-Stubberup sognekommune blev senere delt, så hvert sogn dannede sin egen sognekommune. Ved kommunalreformen i 1970 blev både Dalby og Stubberup indlemmet i Kerteminde Kommune.
I Dalby Sogn ligger Dalby Kirke.
I sognet findes følgende autoriserede stednavne:
- Birkebjerg (bebyggelse, ejerlav)
- Dalby (bebyggelse, ejerlav)
- Dalby Bugt (bebyggelse, vandareal)
- Ellekær (bebyggelse)
- Hersnap (bebyggelse, ejerlav)
- Kragebro (bebyggelse)